# Arcilla refractaria

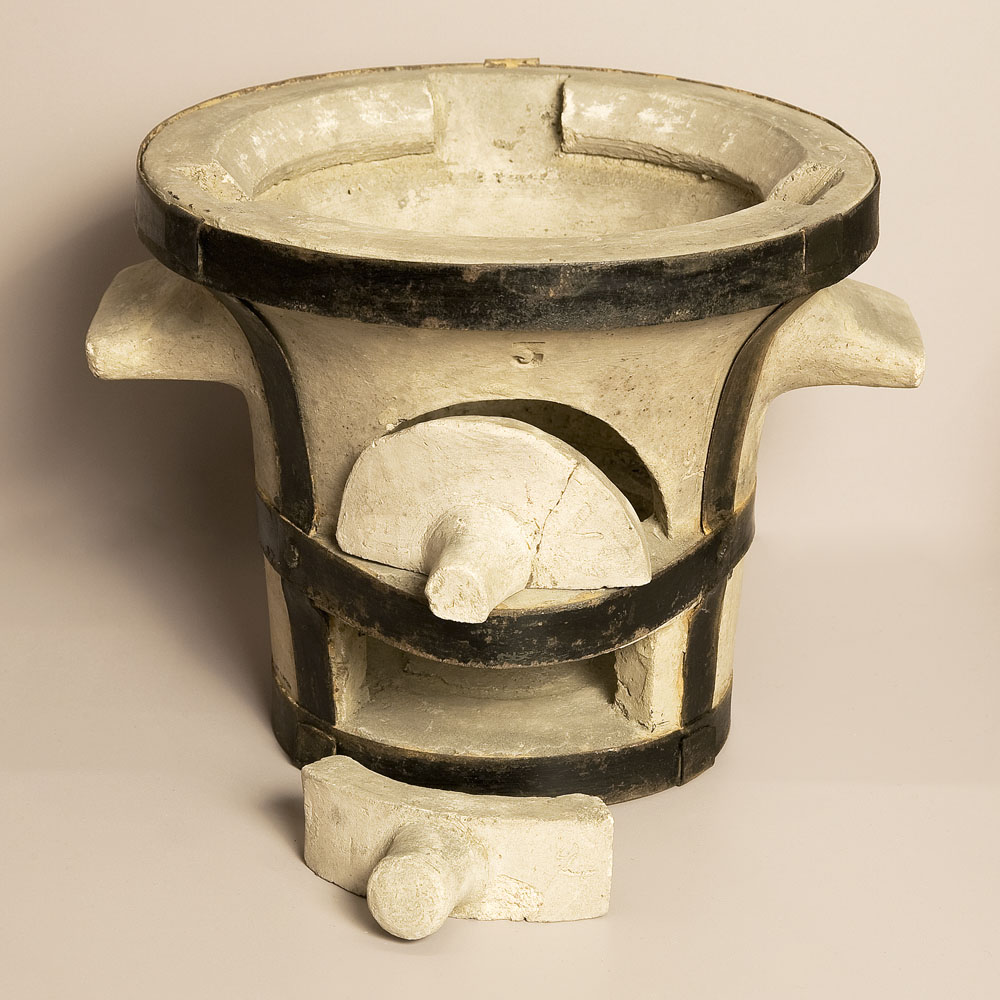
Horno de arcilla refractaria.

La arcilla refractaria es una gama de arcillas resistentes a altas temperaturas utilizadas en la fabricación de cerámica, especialmente ladrillos refractarios. La Agencia de Protección Ambiental de Estados Unidos define la arcilla refractaria de manera muy general como un "agregado mineral compuesto de silicatos hidratados de aluminio (Al2O3·2SiO2·2H2O) con o sin sílice libre".

## Propiedades
Las arcillas refractarias de alta calidad pueden soportar temperaturas de 1775 °C, pero para que se las denomine "arcilla refractaria", el material debe soportar una temperatura mínima de 1515 °C. Las arcillas refractarias van desde arcillas refractarias hasta arcillas refractarias plásticas, pero también existen arcillas refractarias semi-pedernal y semiplásticas. Las arcillas refractarias consisten en materiales arcillosos naturales, principalmente arcillas del grupo Caolinita, junto con micas de grano fino y cuarzo, y también pueden contener materia orgánica y compuestos de azufre.
La arcilla refractaria es resistente a altas temperaturas, con puntos de fusión superiores a 1600 °C; por lo tanto, es adecuado para revestir hornos, como ladrillos refractarios, y para la fabricación de utensilios utilizados en la industria metalúrgica, como crisoles, gacetas, retortas y cristalería. Debido a su estabilidad durante la cocción en el horno, se puede utilizar para fabricar artículos complejos de cerámica como tuberías y artículos sanitarios.

## Composición química
La composición química típica de las arcillas refractarias es 23-34% Al2O3, 50-60% SiO2 y 6-27% de pérdida por ignición junto con varias cantidades de Fe2O3, CaO, MgO, K2O, Na2O y TiO2. Los análisis químicos de dos fuentes del siglo XIX, que se muestran en la tabla siguiente, son algo más bajos en alúmina,
aunque una fuente más contemporánea cita análisis más cercanos.
|                      | Thorpe      | Thorpe       | Thorpe      | King                | King                | King                | Shackelford         |
| Stonebridge          | Eisenberg I | Eisenberg II | Newcastle 1 | Newcastle 2         | Newcastle 3         | N/A                 |                     |
| -------------------- | ----------- | ------------ | ----------- | ------------------- | ------------------- | ------------------- | ------------------- |
| SiO2 (%)             | 65.10       | 89.8         | 64.7        | 51.1                | 47.6                | 48.6                | 58.1                |
| Al2O3 (%)            | 22.2        | 5.40         | 24.0        | 31.4                | 29.5                | 30.2                | 23.1                |
| MgO (%)              | 0.18        | 0.09         | 0.40        | 1.54                | 0.71                | 1.91                | 1.00                |
| CaO(%)               | 0.14        | 0.20         | 0.37        | 1.46                | 1.34                | 1.66                | 0.08                |
| Óxidos de Hierro (%) | 0.18        | 0.09         | 0.40        | 4.63                | 9.13                | 4.06                | 2.40                |
| K2O (%)              | 0.18        | 0.61         | 2.40        | no dado en el texto | no dado en el texto | no dado en el texto | no dado en el texto |

## Extracción
A diferencia de la arcilla convencional para fabricar ladrillos, algunas arcillas refractarias (especialmente las arcillas de sílex) se extraen en profundidad, que se encuentran como tierra marina, la arcilla subterránea asociada con las medidas de carbón.